# 사미르 배노트

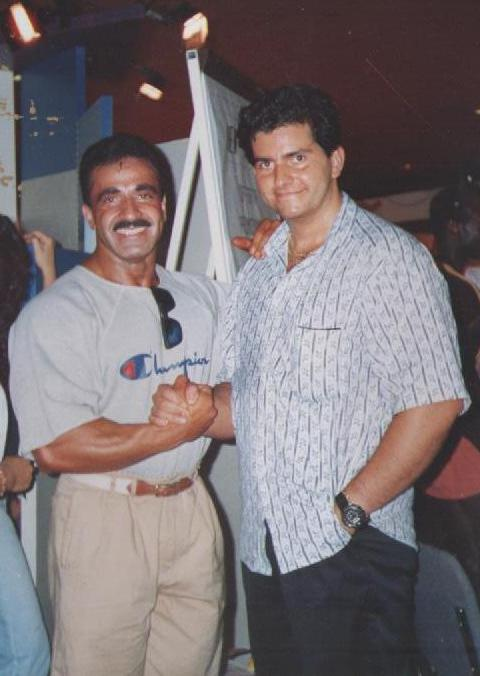

사미르 배노트(Samir Bannout, 1955년 11월 7일 ~ )은 레바논의 보디빌더로, 1983년 미스터 올림피아에서 우승을 하였다.

## 같이 보기
- 미스터 올림피아
- 아널드 클래식